# Arema FC
Arema Malang is een Indonesische voetbalclub uit de stad Malang, Oost-Java. De club werd in 2010 voor het eerst landskampioen.

## Erelijst
| Competitie                       | Winnaar | Winnaar    | Runner up | Runner up |
| Competitie                       | Aantal  | Jaren      | Aantal    | Jaren     |
| -------------------------------- | ------- | ---------- | --------- | --------- |
| Indonesische voetbalbond (PSSI)  |         |            |           |           |
| Indonesisch voetbalkampioenschap | 1×      | 2010       | -         | -         |
| Indonesische voetbalbeker        | 2×      | 2005, 2006 | 1×        | 1992      |
| Presidentsbeker                  | 2×      | 2017, 2019 | -         | -         |

## Bekende (Oud-)Trainers
- Robert Alberts